# زنزو شیمیزو
 زنزو شیمیزو (انگلیسی: Zenzo Shimizu؛ زاده ۲۵ مارس ۱۸۹۱ درگذشته ۱۲ آوریل ۱۹۷۷) یک تنیس‌باز اهل ژاپن بود.